# Wilhelm Neudecker
Pour les articles homonymes, voir Neudecker.
Wilhelm Neudecker (né le 24 octobre 1913 à Straubing et mort le 24 décembre 1993 à Munich) est un ancien entrepreneur allemand du secteur des BTP. Il est également, de 1962 à 1979, président du FC Bayern München.
Par la suite, il est nommé président d'honneur du club. De 1975 à 1986, Neudecker est président du conseil de la DFB.

## Distinctions
- 1978: Ordre du Mérite de la République fédérale d'Allemagne[1].